# Bonamargy Friary

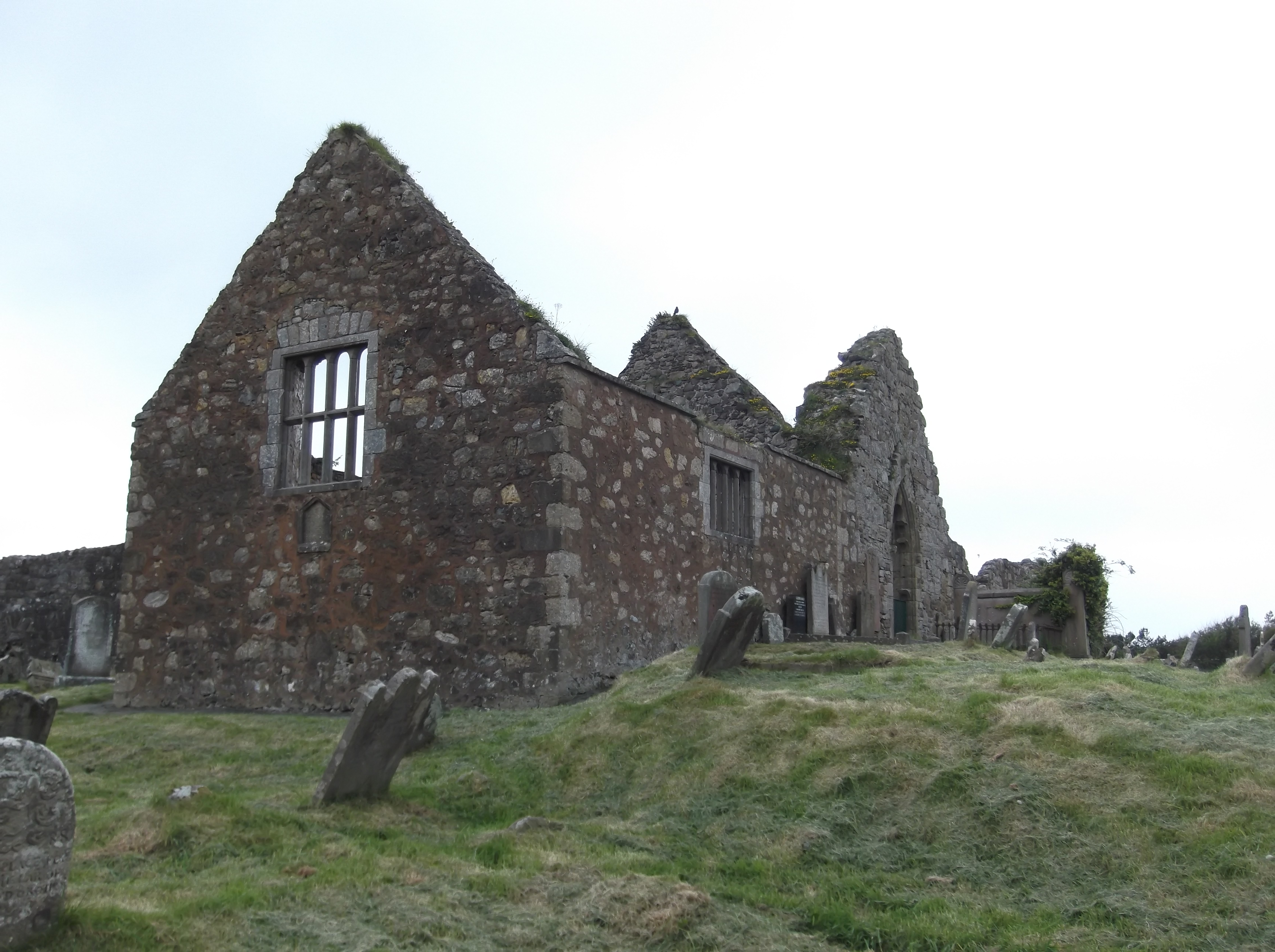
Bonamargy Friary

Bonamargy Friary est une fraternité située dans le comté d'Antrim, en Irlande du Nord, près de Cushendall Road, tout près de Ballycastle. Le nom Bonamargy signifie « pied de la rivière Margy », la rivière formée par la jonction des rivières Cary et Shesk . 
C'est une fondation franciscaine tardive créée en 1485 par Rory MacQuillan. On dit que la première bataille entre les clans MacDonnell et MacQuillan en guerre a eu lieu sur des terres voisines. À l'entrée principale de la chapelle se trouve une petite guérite de deux étages qui s'ouvre sur un magasin et une salle de travail. Des marches usées mènent directement au dortoir au-dessus. Des traces d'un autel peuvent encore être trouvées dans l'église voisine, et les voûtes fermées contiennent les restes du célèbre chef Sorley Boy MacDonnell et de plusieurs des comtes d'Antrim. Son petit-fils Randall, 1er marquis d'Antrim, connu pour son rôle dans la guerre des Trois Royaumes, y est également enterré. 

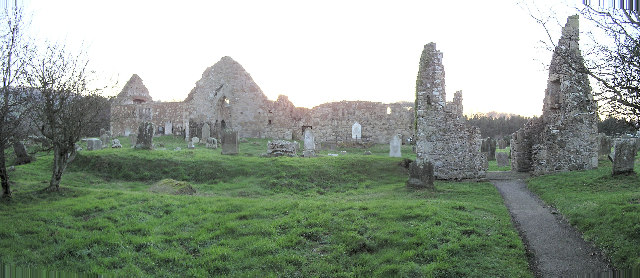
Bonamargy Friary

Le résident le plus célèbre du couvent est peut-être la prophétesse  du XVIIe siècle, la recluse Julie MacQuillen. Connue sous le nom de "The Black Nun", MacQuillen souhaita être enterrée à l'entrée de la chapelle afin de pouvoir être piétinée par ceux qui entraient. Une croix celtique usée (arrondie avec un trou au centre) marque sa tombe à l'extrémité ouest de l'église principale. 
Vers 1822, quatre manuscrits ont été retrouvés dans un vieux coffre de chêne dans les ruines de Bonamargy Friary. L'un de ces manuscrits est décrit comme "La vie du Christ de Saint Bonaventures" et/ou "Une histoire des saintes Écritures". Un autre manuscrit contenait une grande partie de l’une des principales œuvres théologiques de saint Thomas d’Aquin, écrite sur vélin, en latin très condensé et comportant 600 pages environ. La date la plus ancienne qui y figure est 1338 et la dernière 1380. Elle appartenait à l'origine au monastère de Saint-Antoine d'Amiens en France. 
Le Bonamargy Franciscan Friary a le statut de State Care Historic Monument situé dans la townland de Bonamargy, dans le district de Moyle, sur la grille réf. D1268 4086 .  La zone entourant le monument aux soins de l’État de Bonamargy Friary est classée monument historique, à la réf. : D1268 4087. 